# Liste des dynasties zénètes
Les Zénètes (en berbère :  ⵉⵣⵏⴰⵜⴻⵏ Iznaten ou   ⵉⵣⵏⴰⵙⴻⵏ  Iznassen, en arabe : زناتة Zenata) sont un groupe ethnique Berbère d'Afrique du Nord qui habitait dans l'antiquité un territoire s'étendant de la Libye jusqu'au Maroc.
Après l'imposition de l'Islam en Afrique du Nord et les mouvements démographiques vers l'Ouest, ils se sont installés jusque dans l'Est du Maroc et dans la région du Rif au nord du Maroc. Ils sont mentionnés par l'historien arabe Ibn Khaldoun comme étant l'une des plus nobles tribus berbères.
Leur mode de vie était principalement nomade et ils sont à l'origine de nombreuses dynasties dans l'ancien Maghreb.
Les Zénètes ne se confondent pas avec les Kabyles, qui eux sont d'origine Senhadjienne, les Senhadjas étant un des trois grands groupes berbères, ni avec les Chleuh qui sont principalement d'origine Masmoudienne.
Les Zénètes ont adopté l'Islam tôt, au VIIe siècle. Tandis que d'autres tribus berbères continuaient à bien résister à la conquête musulmane au VIIIe siècle, ils se sont rapidement arabisés. Ils ont également formé un contingent substantiel pour la conquête musulmane de la péninsule ibérique.
La plupart des zénètes sont aujourd'hui arabophones, contrairement à certains groupes berbères qui sont restés exclusivement berbèrophones. Au Maroc, on trouve des Zénètes principalement à l'est du pays, près de la frontière maroco-algérienne (de la province de Berkane à la province de Jerada) et en partie dans le Rif (nord du Maroc).
Les Zénètes sont aujourd'hui localisés dans les anciennes villes du nord du Maroc et de l'Algérie, mais aussi minoritairement dans le Sahara algérien, plus précisément dans le Tell, l'Ouarsenis, et le Hodna, haut plateau de l'Algérie, le Ziban et le Nememcha.
En Algérie, on trouve des Zénètes dans l'est du pays, les Chaouis, qui sont localisés dans la région de l'Aurès. Le Touat aussi est peuplé par des tribus Zénètes qui ont été répertoriées par Rachid Bellil, selon la localisation des Ksars.
Les minorités berbères de Tunisie et de Libye font principalement partie du groupe Zénète. En Libye, on retrouve aussi les Zénètes, notamment dans les régions de l'Adrar n Infousen et d'At Willul (Zouara).
G. Potiron : « La disparition des Zénètes vers le VIIIe siècle, eux qui couvraient le quart de l'Afrique du Nord, est un des faits les plus extraordinaires qu'ait connus le Maghreb. La similitude de vie et de domaine amène une arabisation rapide, accélérée par le désir des Zenata de s’anoblir, de paraître Arabes ».

## XXIIedynastie égyptienne
- Si vous ne connaissez pas le sujet, laissez ce bandeau (vous pouvez alors contacter les auteurs).
- Si vous supprimez le contenu mis en cause (vous pouvez préalablement contacter les auteurs),

argumentez précisément cette suppression dans la page de discussion
(un manque de référence n'est pas un argument ; une recherche réelle de référence doit avoir été effectuée, être formellement documentée).
On a aussi relié les Gétules (ancêtre des Zénètes) au calendrier berbère qui commence vers 943-949 avant notre ère. Le début de ce calendrier ferait suite à la victoire d'une coalition de Gétules sur les Égyptiens. Cette coalition, formée par les tribus gétules d'Afrique du Nord est partie du sud-ouest algérien, renforçant ses effectifs en cours de route partout où elle passait en Afrique du Nord. La coalition dirigée par Sheshonq Ier (nom berbère : Sheshnaq) a vaincu le pharaon Psousennès II. À la suite de cette victoire Sheshnaq épouse la fille du pharaon, s'installe sur le trône d'Égypte sous le nom de Sheshonq en 952 av. J.-C., et fonde ainsi la XXIIe dynastie. Il installe sa résidence à Bubastis, et détache tout de suite des régiments à Fayoum, une ville où plusieurs unités guerrières égyptiennes sont basées. Ces dernières se rallient finalement à lui le confirmant ainsi sur le trône. Sheshnaq aurait poursuivi ensuite sa percée vers le Moyen-Orient après avoir renforcé de cette façon sa coalition en Égypte, il se mit à conquérir plusieurs territoires en Syrie, Palestine, Phénicie (actuel Liban) et dans le royaume d'Israël où il s'empare de Ghaza et pille Jérusalem. Cet événement est mentionné dans l'Ancien Testament qui évoque le pillage de ce chef gétule (Zénète) de la tribu des Mâchaouach.

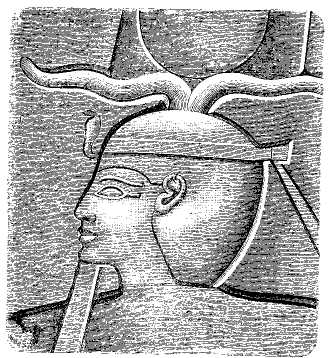
Sheshonq Ier

- Sheshonq Ier ou Chechanq -945 à -924
- Nimlot Ier vers -940
- Osorkon Ier -924 à  -890 / -889
- Sheshonq II -890 à -889
- Takélot Ier -889 à -874
- Osorkon II -874 à -850
- Takélot II -850 à -825
- Sheshonq III -825 à -818
- Pimay ou Pamy -773 à -767
- Sheshonq V -767 à -730
- Osorkon IV -730 à -715

## DynastieDjerawa

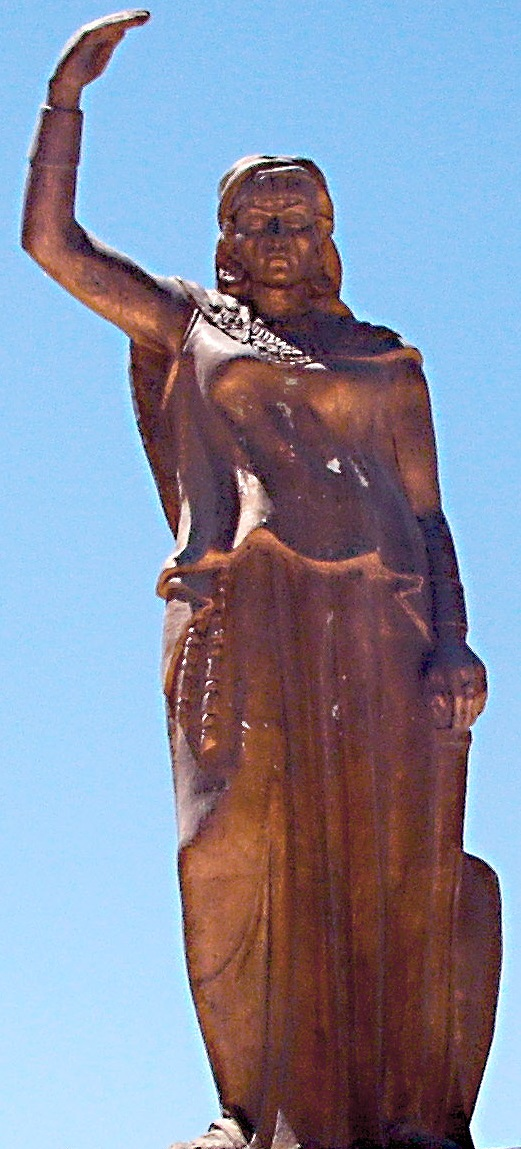
Dihya/Kahina

Dihya (en berbère : ⴷⵉⵀⵢⴰ, en arabe : ديهيا), aussi connue sous le nom de Kahina ou Kahena, est une reine guerrière berbère zénète des aurès, fille de Tabeta (ou Mâtiya), fils de Tifan (ou Nîcan), fils de Baoura, fils de Mes-Kesri, fils d’Afred, fils d’Ousîla, fils de Guerao.

## DynastieIfrenide-Royaume sufrite de Tlemcen
- Abou Qurra, souverain de Tlemcen (736 à 790)
  - Abu Yazid, né en 873, mort 947
    - Abd-Allah-Ibn-Bekkar
      - Yala Ibn Mohamed (950-958)
        - Yeddou (958-993)
          - Habbous (993-1029)
            - Temim Ibn Ziri (1029-1035)
              - Abou-al-Kamal (1036-1054)
                - Youcef (1055-1056)
                  - Hammad (1056-1066)
                    - Mohamed (1066-1066)

### Aftasides
La taïfa de Ronda est un royaume  médiéval du sud de la péninsule ibérique durant Al-Andalus, des Banou Ifren, qui exista de 1039 à 1065, date à laquelle elle fut conquise par la taifa de Seville.
- 1045 -1067 : Abu Bekr Muhammad al-Mudaffar (ou Modafar I de Badajoz), dynastie aftaside.

À la mort de Modafar s'installa la guerre civile entre ses deux fils Yahya et Abu. La victoire revint au dernier.
- 1067 - 1073 / 1079 : Yahya ben Muhammad al-Mansur (ou Almanzor II de Badajoz), dynastie aftaside.
- 1073 / 1079 - 1094 : Abu Muhammad Omar al-Muttawakil ben al-Mudaffar, dynastie aftaside.

Al-Muttawakil combattit aux côtés des Almoravides les troupes chrétiennes à la Bataille de Sagrajas (très proche de Badajoz). Mais après la victoire des troupes musulmanes, il y eut un retournement d'alliance. Al-Muttawakil s'allia à Alphonse VI de Castille.
- 1094 : Occupation de Badajoz par les Almoravides. Première disparition de la taifa.

Ceux-ci tuent Al-Muttawakil et deux de ses enfants. Un de ses enfants réussit à s'enfuir et rejoindre Alfonso VI.

## DynastieMaghraouas
- Mohamed Ibn Al Khayr vers 970.
- Attia el Maghraoui de 986 à 988.
- Ziri Ibn Attia de 989 à 1001.
- El Moez Ibn Attia de 1001 à 1026.
- Hammama Ibn El Moez 1026 à 1033 et de 1038 à 1040.
- Abou Attaf Donas Ibn Hamama de 1040 à 1059.
  - Fotoh Ibn Donas de 1059 à 1062.
  - Ajissa Ibn Donas de 1059 à 1061. Il était en désaccord avec son frère Fotoh.
- Muanneser en 1065.
- Temim de 1067 à 1068.

## DynastieMerinides
- Abd al-Haqq, 1215, tué en 1217

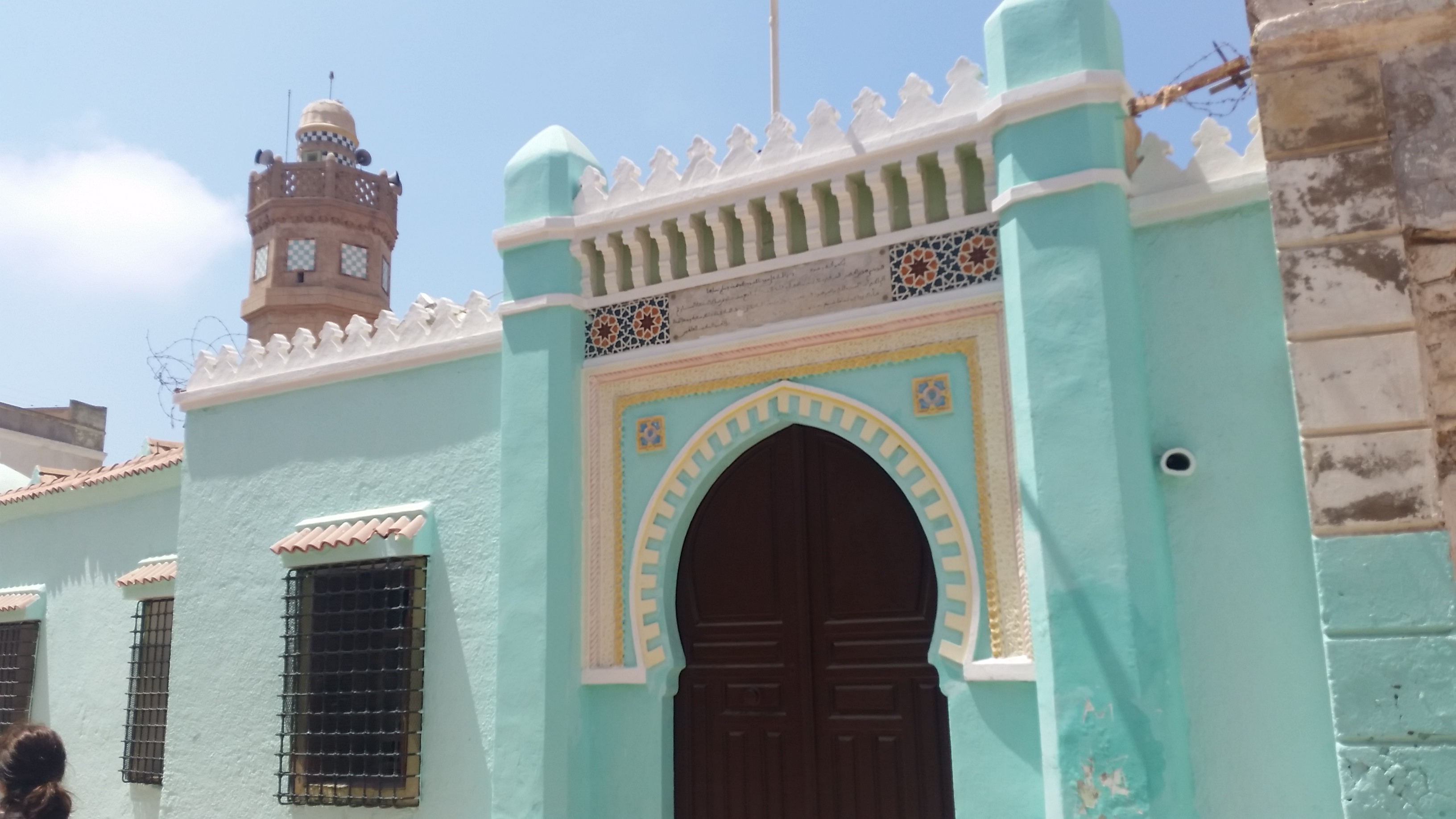
Mosquée Mérinide à Mostaganem.

- Uthman ben Abd al-Haqq, dit Abou Said Othman, assassiné en 1240
- Muhammad ben Abd al-Haqq, dit Abou Marouf Mohamed, mort en 1244
- Abu Yahya ben Abd al-Haqq, dit Abou Yahya Abou Bakr, mort en 1258
- Hafs Omar.
- Abu Yusuf Yaqub ben Abd al-Haqq (1258-1286)
- Abu Yaqub Yusuf an-Nasr, (1286-1307)
- Abu Amir
- Abu Thabit Amir, (1307-1308)
- Abu al-Rabi Sulayman, c (1308-1310)
- Abu Said Uthman, (1310-1331)
- Abu Ali Omar, émir de Sijilmassa (1320-1332)
- Abd el-Halein, (1361-1362)
- Abu al-Hasan Ali ben Uthman (1331-1348)
- Abou Ali Mansour
- Abu Inan Faris (1348-1358)
- Abû Ziyân as-Sa`îd Muhammad ben Fâris (1358-1358)

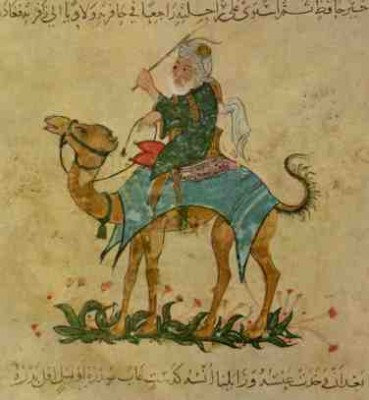
Ibn Battûta, né le 24 février 1304 et mort en 1377 dans le royaume Mérinide, est un explorateur et voyageur d'origine berbère zénète. Il a parcouru près de 120000 kilomètres entre 1325 et 1349, de Tombouctou au sud, jusqu'à l'ancien territoire du Khanat bulgare de la Volga au nord, et de Tanger à l’ouest jusqu'à Quanzhou en Extrême-Orient.

- Abû Yahyâ Abû Bakr ben Fâris (1358-1359)
- Abu Zayd Abd ar-Rahman (1384-1386)
- Al-Wathiq Muhammad, dit Abu Zyan Mohamed V (1386-1387)
- Abu Zyan Mohamed VI (1387-1387)
- Abu Faris Abd al-Aziz ben Ahmad (1393-1396)
- Abu Amir Abd Allah (1396-1397)
- Abu Said Uthman ben Ahmad (1398-1420)
- Abu Muhammad Abd al-Haqq II(1420-1465)
- Abû Salîm Ibrâhîm (1359-1361)
- Abu al-Abbas (1374-1384 et 1387-1393)
- Abu Omar Tachfin (1361-1361)
- Muhammad ben Yaqub, dit Abou Zyan Mohamed III (1362-1366)
- Abu Faris Abd al-Aziz ben Ali (1366-1372)
- Muhammad as-Sa`îd, dit Abou Zyan Mohamed IV E-SaId II (1372-1373)

## DynastieZianides-Royaume Zianide de Tlemcen

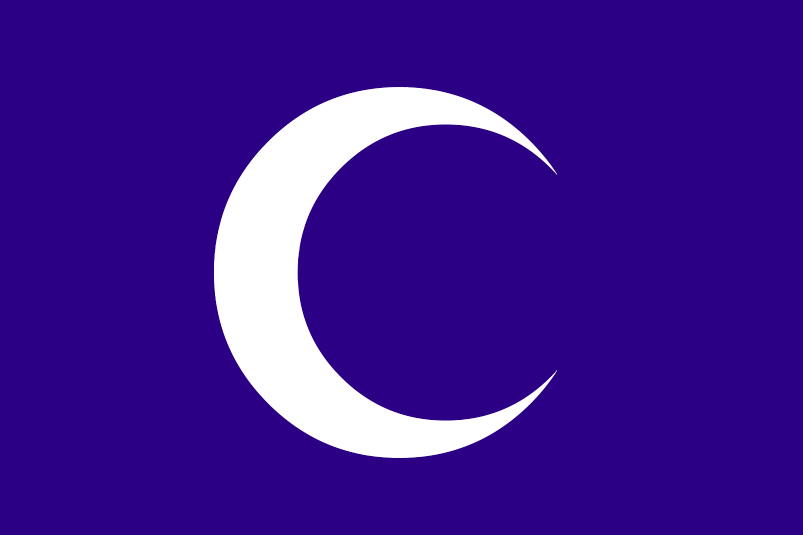
Drapeau Zianide

- Yaghmoracen Ibn Ziane (1236-1283) ou Abu Yahya I bin Ziane (1236-1283)
- Abu Said Uthman I (1283-1303) (fils du précèdent) ou Othmane Ibn Yaghmoracen (1283-1304)
- Abu Zayyan I (1303-1308) (fils du précèdent)
- Abou Hammou Moussa Ier (1308-1318) (frère du précèdent)
- Abû Tâshfîn (1318-1337) (fils du précèdent)

Première conquête Mérinide (1337-1348) (le dirigeant Mérinide était Abu al-Hasan Ali)
- Abu Said Uthman II (1348-1352) (fils de Abu Tashufin I)
- Abu Thabid I (associer) (1348-1352) (frère de Abu Said Uthman II)

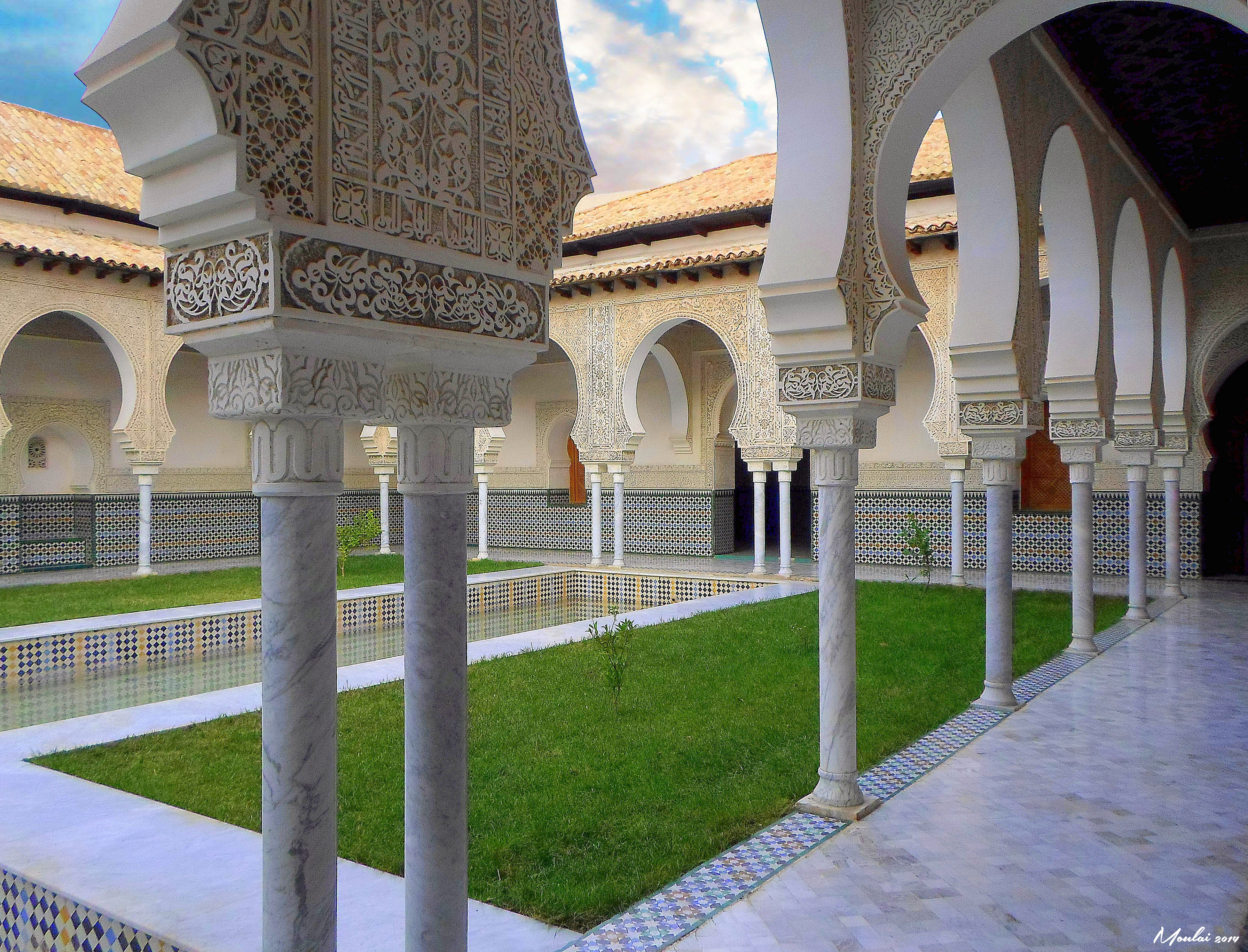
Méchouar Zianide de Tlemcen

Deuxième conquête Mérinide (1352-1359) (le dirigeant Mérinide était Abu Inan)
- Abou Hammou Moussa II, dirigeant en 1359-1360, 1360-1370, 1372-1383, 1384-1387, 1387-1389 (frère de Abu Said Uthman II). Expédition vers Bougie défaite, 1366
- Abu Zayyan Muhammad II ibn Uthman, dirigeant en 1360, 1370-1372, 1383-1384 and 1387 pendant les périodes où Abu Hammu II a été mis de force au pouvoir.
- Abu Tashufin II (1389-1393) (fils de Abu Hammu I)
- Abu Thabid II (1393) (fils de Abu Tashufin I)
- Abul Hadjdjadj I (1393-1394) (frère du précèdent)
- Abu Zayyan II (1394-1399) (frère du précèdent)
- Abu Muh I (1399-1401) (frère du précèdent)
- Abu Abdallah I (1401-1411) (frère du précèdent)
- Abd er Rahman I bin Abu Muh (1411) (fils de Abu Muh I)
- Said I bin Abu Tashufin (1411) (frère de Abu Muh I)
- Abu Malek I (1411-1423) (frère de Said I)
- Abu Abdallah II (1423-1427) (fils de Abd er Rahman I)

Guerre civile (1427-1429)
- Abu Abdallah II (deuxième fois) (1429-1430)
- Abu Abbas Ahmad I (1430-1461) (fils de Abu Thabit II)
- Abu Abdallah III (1461-1468) (fils du précèdent)
- Abu Tashufin III (1468) (fils du précèdent)
- Abu Abdallah IV (1468-1504) (frère du précèdent)
- Abu Abdallah V (1504-1517) (fils du précèdent)
- Abu Hammu III (1517-1527) (fils de Abu Abbas Ahmad)
- Abu Muh II (1527-1540) (frère du précèdent)
- Abu Abdallah VI (1540) (fils du précèdent)
- Abu Zayyan III (1540-1543) (frère du précèdent)

Conquête Saadienne (1543-1544)
- Abu Zayyan III (deuxième fois) (1544-1550)
- Al Hassan ben Abu Muh (1550-1556) (frère du précèdent)

## DynastieWattassides
Pendant la minorité de l'émir mérinide Abû Muhammad `Abd al-Haqq
- 1421 - 1448 : Abû Zakarîyâ Yahyâ
- 1448 - 1458 : `Alî
- 1458 - 1459 : Yahyâ

Les sultans Wattassides (1472-1554)
- 1472 - 1504 : Mohammed ach-Chaykh
- 1504 - 1526 : Mohammed al-Burtuqâlî
- 1526 - 1526 : Abû Hasûn `Alî (conteste son neveu Ahmed)
- 1526 - 1545 : Ahmed (Démis)
- 1545 - 1547 : Mohammed al-Qâsrî
- 1547 - 1549 : Ahmed (Restauré)
- 1549 – 1554 : Mohammed ech-Cheikh (Saadien)
- 1554 - 1554 : Abû Hasûn `Alî (Ne règne que quatre mois, tué par le Saadien Mohammed ach-Chaykh)